# Vireó de matollar
El vireó de matollar (Hylophilus flavipes) és una espècie d'au passeriforme de la família Vireònids pertanyent al gènere Hylophilus. És natiu del sud-est d'Amèrica Central i nord d'Amèrica del Sud.
Es distribueix des del sud-oest de Costa Rica, per Panamà, Colòmbia, nord de Veneçuela i Trinitat i Tobago.
Aquesta espècie és considerada força comuna en el seu hàbitat preferencial de matolls, boscos clars i boscos de galeria, fins als 1200 m d'altitud.

## Subespècies
Segons les classificacions del Congrés Ornitològic Internacional (IOC) i Clements Checklist v.2015, es reconeixen set subespècies, amb la seva corresponent distribució geogràfica:
- Hylophilus flavipes viridiflavus, 1862 - sud-oest de Costa Rica i Panamà (costa del Mar Carib al voltant de la Zona de Canal, costa del Pacífic a l'est fins al baix riu Bayano).
- Hylophilus flavipes xuthus, 1957 - illa Coiba, litoral sud-oest de Panamà.
- Hylophilus flavipes flavipes Lafresnaye, 1845 - nord i oest de Colòmbia (costa del Carib fins a Santa Marta, i al sud a la vall del Magdalena fins a Huila).
- Hylophilus flavipes melleus Wetmore, 1941 - extrem nord de Colòmbia (Regió muntanyenca de Macuira, en la punta oriental de la península Guajira).
- Hylophilus flavipes galbanus & Phelps, Jr, 1956 - nord i est de Colòmbia (est de Santa Marta i vall del riu Rancheria a l'est a través de la península Guajira, excepte la punta oriental, i Caminis orientals a través de l'oest d'Arauca i Casanare fins a Meta) i nord-oest de Veneçuela (oest de Zulia, Táchira, nord de Mèrida, Barinas, Portuguesa).
- Hylophilus flavipes acuticauda Lawrence, 1865 - nord de Veneçuela (est de Zulia a l'est fins a Sucre, al sud fins a Apurie i sud-est de Bolívar; també illa Margarita).
- Hylophilus flavipes insularis P.L. Sclater, 1861 - illa Tobago.